# Liste der Landschaftsschutzgebiete in Worms
Im rheinland-pfälzischen Worms gibt es drei Landschaftsschutzgebiete.
| Name                                | Bild | Kennung                      | Kreis                                                | Einzelheiten | Position | Fläche Hektar | Datum         |
| ----------------------------------- | ---- | ---------------------------- | ---------------------------------------------------- | ------------ | -------- | ------------- | ------------- |
| Rheinhessisches Rheingebiet         |      | 07-LSG-73-2 WDPA: 555513997  | Worms, Landkreis Alzey-Worms, Landkreis Mainz-Bingen | Worms        | ⊙        | 35,967        | 17. März 1977 |
| Eisbachauen                         | BW   | 07-LSG-7319-010 WDPA: 320571 | Worms                                                | Worms        | ⊙        | 279           | 10. Juli 1990 |
| Pfrimmaue Hochheim / Pfiffligheim   |      | 07-LSG-7319-011 WDPA: 323670 | Worms                                                | Worms        | ⊙        | 28            | 10. Juni 1987 |
| Legende für Landschaftsschutzgebiet |      |                              |                                                      |              |          |               |               |